# 佩拉莱达德拉马塔
佩拉莱达德拉马塔，是西班牙埃斯特雷马杜拉卡塞雷斯省的一个市镇。总面积92平方公里，总人口1454人（2001年），人口密度16人/平方公里。